# 鳥取県立米子高等学校
鳥取県立米子高等学校（とっとりけんりつ よなごこうとうがっこう）は、鳥取県米子市橋本に所在する公立の高等学校。

## 概要
全日制課程 総合学科
- 自然科学系列
- 国際文化系列
- 生活福祉系列
- 情報ビジネス系列
- 健康スポーツ系列
- 工芸デザイン系列

キャッチフレーズ
「夢を描こう、自分色の。」
校歌
作詞・作曲ともに高木東六による。歌詞は2番まであり、両番に校名の「米子高等学校」が登場する。
同窓会
「みつば会」と称している。

## 歴史
前史（鳥取県立法勝寺高等学校）
- 1900年（明治33年）4月1日 - 法勝寺高等小学校が開校。
- 1906年（明治39年）4月1日 - 法勝寺高等小学校に「法勝寺実業補習学校」が併設される。
- 1935年（昭和10年）4月1日 - 青年学校令により「法勝寺青年学校」に改称。
- 1941年（昭和16年）4月1日 - 国民学校令により、法勝寺高等小学校が「法勝寺国民学校」に改称。
- 1947年（昭和22年）4月1日 - 学制改革（六・三制の実施、新制中学校の発足）
  - 青年学校普通科（修業年限2年）が廃止され、国民学校（高等科）と統合・改組の上、新制中学校「法勝寺中学校」が発足。
  - 青年学校普通科・国民学校高等科1・2年修了者を新制中学校2・3年生として収容。
- 1948年（昭和23年）4月1日 - 学制改革（六・三・三制の実施）
  - 青年学校本科が廃止され、新制高等学校「鳥取県立法勝寺実業高等学校」が発足。
  - 青年学校本科3年修了者を新制高校3年生、青年学校本科2年修了者を新制高校2年生、新制中学校卒業生を新制高校1年生として収容。
- 1949年（昭和24年）4月1日 - 高校三原則に基づく鳥取県内公立高等学校の再編が行われる。
  - 鳥取県立米子第一高等学校、鳥取県立米子実業高等学校の2校と統合され、総合制高等学校「鳥取県立米子東高等学校」となる。男女共学を開始。
    - 勝田校舎（旧米子第一）、長砂校舎（旧米子実業）、法勝寺校舎（旧法勝寺実業）の3校舎制をとる。
- 1953年（昭和28年）
  - 4月1日 - 鳥取県立米子東高等学校より長砂校舎・法勝寺校舎・余子校舎が分離し、「鳥取県立米子南高等学校」として独立。
  - 11月1日 - 鳥取県立米子南高等学校より法勝寺校舎が分離し、「鳥取県立法勝寺農業高等学校」として独立。
- 1963年（昭和38年）4月1日 - 「鳥取県立法勝寺高等学校」に改称。普通科を設置。

前史（米子市立米子高等学校）
- 1958年（昭和33年）4月10日 - 「（私立）学校法人米子高等学校」が開校。
- 1959年（昭和34年）4月1日 - 米子市に移管され、「米子市立米子高等学校」に改称。

統合
- 1973年（昭和48年）
  - 1月1日 -  米子市立米子高等学校と鳥取県立法勝寺高等学校の2校が統合され、「鳥取県立米子高等学校」（現校名）が設置される。
  - 4月1日 - 開校。米子校舎・法勝寺校舎の2校舎制をとる。
  - 4月12日 - 米子市公会堂で開校式を挙行。
- 1974年（昭和49年）
  - 4月1日 - 法勝寺校舎の2年生と新1年生全員を米子校舎に通学させ、法勝寺校舎は3年生（63名）のみとなる。
  - 12月20日 - 米子校舎と法勝寺校舎を統合し、新校舎に移転。
- 1981年（昭和56年）4月1日 - 普通科 体育コース（1学級）を設置。
- 1985年（昭和60年）2月14日 - 工芸棟が完成。
- 1990年（平成2年）4月1日 - 普通科4コース制（国際教養・体育・工芸デザイン・情報サービス）を設定。
- 1991年（平成3年）10月22日 - 第1回海外研修旅行を実施。目的地は韓国。
- 1992年（平成4年）11月20日 - 創立20周年を記念して校門が完成。
- 1993年（平成5年）3月 - 第1回セント・トーマス・アクワイナス高校（アメリカ合衆国）への短期留学を実施。
- 1995年（平成7年）
  - 4月1日 - 普通科の国際教養コースを「国際福祉コース」に改編。
  - 10月26日 - 創作交流ホールが完成。
- 1998年（平成10年）4月1日 - 普通科の募集を停止し、総合学科を設置。鳥取県で初の総合学科高校となる。
- 2000年（平成12年）
  - 1月19日 - 釜山デザイン高校と姉妹校を締結。
  - 1月31日 - 総合実習棟が完成。
  - 3月31日 - 普通科を廃止。
- 2001年（平成13年）3月21日 - 園芸実習棟が完成。
- 2007年（平成19年）
  - 2月16日 - 第2体育館が完成。
  - 11月13日 - テニスコートが完成。
- 2010年（平成22年）
  - 2月18日 - グラウンド防球フェンスを設置。
  - 3月12日 - 図書室を改修。
  - 11月30日 - 第1体育館・記念館の耐震工事が完了。

## 出身人物
- 小笹知美 - 女子ラグビー選手。
- 山根千佳 - タレント（途中で日出高等学校へ転校）